# Federalisme mundial
El federalisme mundial és un moviment ciutadà global que propugna que a fi de garantir la pau al món i assolir una gestió ordenada dels afers humans d'àmbit planetari, cal que els pobles aconsegueixin que, mitjançant la federació, els estats renunciïn a alguns aspectes de la seva sobirania per a delegar-los en organismes supranacionals.
El principi d'organització política del federalisme mundial fou creat del 17 al 23 d'agost de 1947 a Montreaux, fruit de la tasca dels mundialistes. "Un mundialista és un tècnic que vol dotar els habitants del planeta dels mitjans amb què organitzar la democràcia a escala mundial".
Segons aquesta doctrina, la creació d'institucions i lleis supraestatals d'estructura federal ha de respectar, en tot moment, la idiosincràsia de les diverses nacions de la Terra. La personalitat de cada nació, les seves estructures sociopolítiques internes específiques, els seus costums i les seves tradicions, són perfectament compatibles amb la delegació simultània que el poder central faria de totes aquelles competències que no poden ser gestionades dins l'àmbit nacional, pel greu risc que impliquen d'afectar o perjudicar d'altres nacions de l'entorn. El federalisme mundial i el nacionalisme no s'oposen, sinó que es complementen i enriqueixen, i es fan seu el principi d'unitat en la diversitat. En canvi, mundialisme i federalisme mundial "s'oposen a estatisme (abús de poder dels Estats)".